# Polizeiruf 110: Vermißt wird Peter Schnok
Vermißt wird Peter Schnok ist ein deutscher Kriminalfilm von Otto Holub aus dem Jahr 1977. Der Fernsehfilm beruht auf der Erzählung Vermißt wird: Helmut Schnok von Hans Siebe und erschien als 44. Folge der Filmreihe Polizeiruf 110.

## Handlung
Autoelektriker Peter Schnok will am nächsten Tag in den Urlaub nach Burgas in Bulgarien fliegen. An seiner Arbeitsstelle wird er mal wieder von Kollege Ede wegen seiner Größe gehänselt – Schnok ist nicht einmal 1,60 Meter groß. Nach Feierabend wird er von Arthur Peltzer abgefangen. Schnok eröffnet ihm, dass er aussteigen will, und Peltzer warnt ihn, dass er einen Ausstieg bereuen werde. Nachmittags fährt Schnok zur Postangestellten Eva Klein, die er liebt. Er schenkt ihr einen Farbfernseher, und Eva Klein und er planen ihr gemeinsames Leben. Dies sorgt für den Unmut von Fleischer Günter Decker, der zwar verheiratet ist, aber ein Verhältnis mit Eva hatte. Sie hat ihn verlassen, weil er sich nicht von seiner Frau trennen wollte. Als Schnok bei ihr ist, erscheint auch Decker von der gegenüberliegenden Fleischerei. Es kommt zum Streit zwischen Decker und Schnok, den auch Peltzer im Hausflur mithört. Er war Schnok nach seiner Absage heimlich gefolgt. Später geht er zu seiner Bekannten Gitta Gabler, einer Reinigungskraft im VEB Damenmode. Er berichtet ihr, dass Schnok aussteigen will. Beide sehen der Sprengung eines Schornsteins auf dem VEB-Betriebsgelände zu.
Zwei Wochen später will Eva Klein Schnok vom Flughafen abholen, erfährt dort aber, dass Schnok die Reise nie angetreten hat. Es ist Schnoks Zimmerwirtin Birgit Peukert, die die Polizei alarmiert. Oberleutnant Peter Fuchs, Leutnant Vera Arndt und Kriminalmeister Lutz Subras übernehmen die Ermittlungen. In Schnoks Zimmer finden sie ein an Frau Peukert adressiertes Päckchen, das einen Ballen Stoff enthält. Auch Schnoks Reisetaschen, die Lutz Subras am Bahnhof Lichtenberg sicherstellt, enthalten zahlreiche Meter Stoff. Die Recherchen ergeben, dass seit zwei Monaten im VEB Damenmode rund 4000 Meter Stoff gestohlen wurden. Der Schaden beläuft sich auf 168.000 Mark. Nach einer Inventur und verstärkten Kontrollen konnte seit drei Wochen kein Diebstahl mehr festgestellt werden. Die Putzfrauen des VEB verdächtigen Gitta Gabler, etwas mit den Diebstählen zu tun zu haben. Die gelernte Modistin kommt immer herausgeputzt zur Arbeit und passt nicht zu ihnen. Zudem meldet sie sich oft krank. Eine andere Spur führt die Ermittler nicht weiter: Schnok hatte in seinem Zimmer das signierte Foto des Jockey Harald Büttner hängen, doch kannten sich beide nicht persönlich.
Die Ermittler kommen mit ihren Untersuchungen nicht weiter und lassen eine Vermisstenanzeige in der Zeitung veröffentlichen. Eva Klein geht zu Decker und will ihn dazu bewegen, bei der Polizei auszusagen, doch Decker weigert sich. Auch Peltzer sucht Decker auf und will von ihm den Verbleib seines „Freundes“ Schnok erfahren. Er droht, Deckers Frau von seiner Affäre zu berichten, und Decker besticht Peltzer mit Geld. Eva Klein merkt sich unterdessen das Kennzeichen von Peltzers Motorrad und zeigt ihn bei der Polizei an. Die Ermittler befragen Peltzer, der berichtet, dass er Schnok zuletzt einen Tag vor seinem Abflug in den Urlaub gesehen habe.
Peter Fuchs’ Vorgesetzter Major Lehn sieht zunächst keine Verbindung vom Verschwinden Schnoks, den Stoffdiebstählen und Peltzer. Es stellt sich jedoch heraus, dass der technische Zeichner Peltzer einst den Komplex des VEB Damenmode ausgemessen hat und eine Grundrisszeichnung anfertigte, nach der der Innenumbau des VEB durchgeführt wurde. Lehn stimmt nun einer Observierung von VEB und Peltzer zu. Peltzer hat unterdessen den kleinen Jockey Wegner als neuen Partner für seine Diebestour angeworben. Wegner ist Krimifan und will den Fall auf eigene Faust lösen. Sein Kollege Büttner verständigt jedoch die Polizei und Peter Fuchs startet einen Großeinsatz. Die Ermittler folgen Peltzer und Wegner bis auf das VEB-Gelände, auf dem kürzlich der Schornstein gesprengt wurde. Hier bringt Peltzer Wegner zum Einstieg in einen Schacht, in dem er gestohlene Stoffballen gelagert hat. Wegner soll die Ballen nach oben bringen. In dem Moment greifen die Ermittler ein und verhaften Peltzer. Wegner wiederum kehrt unverrichteter Dinge ans Tageslicht zurück: Der Stollen ist eingestürzt, vermutlich im Zuge der Schornsteinsprengung. Im Stollen findet sich Schnoks Rucksack und später auch die Leiche Schnoks. Er wollte von Peltzer unbemerkt den beiseitegeschafften Stoff stehlen, wie er es schon öfter getan hat. Der Schacht wiederum endet in den Produktionsräumen des VEB Damenmode, aus denen Gitta Gabler Stoffbahnen in den Schacht geschmuggelt hatte.

## Produktion
Vermißt wird Peter Schnok wurde vom 2. August bis 10. September 1976 unter dem Arbeitstitel Der kleine Mann in Berlin, Zeuthen, auf dem Flughafen Berlin-Schönefeld und auf der Galopprennbahn Hoppegarten gedreht. Die Kostüme des Films schuf Helga Alschner, die Filmbauten stammen von Anna-Sabine Diestel. Der Film erlebte am 6. Februar 1977 im 1. Programm des Fernsehens der DDR seine Fernsehpremiere. Die Zuschauerbeteiligung lag bei 56,9 Prozent.
Es war die 44. Folge der Filmreihe Polizeiruf 110. Oberleutnant Peter Fuchs ermittelte in seinem 26. Fall, Leutnant Vera Arndt in ihrem 31. Fall und Kriminalmeister Lutz Subras in seinem 25. Fall.